# Hildur Hult
Hildur Hult-Wåhlin, född 2 januari 1872 i Helsingfors, död 8 april 1904 i Stockholm, var en svensk målare. 
Hildur Hult var född i Helsingfors men uppväxt i Blekinge. Hon studerade vid Konstakademien i Stockholm 1895–1900. För Agitation (1899) vann hon en kunglig medalj. Den hänger i Folkets hus i Stockholm. År 1900 gjorde hon en Finlandsresa och målade då en rad porträtt. Hon gifte sig 1902 med konsthistorikern och redaktören Karl Wåhlin. Hon var syster till geografen Ragnar Hult och geologen Ebba Hult De Geer.
Hult-Wåhlin är representerad vid bland annat Nordiska museet. Makarna Wåhlin är begravda på Norra begravningsplatsen utanför Stockholm.

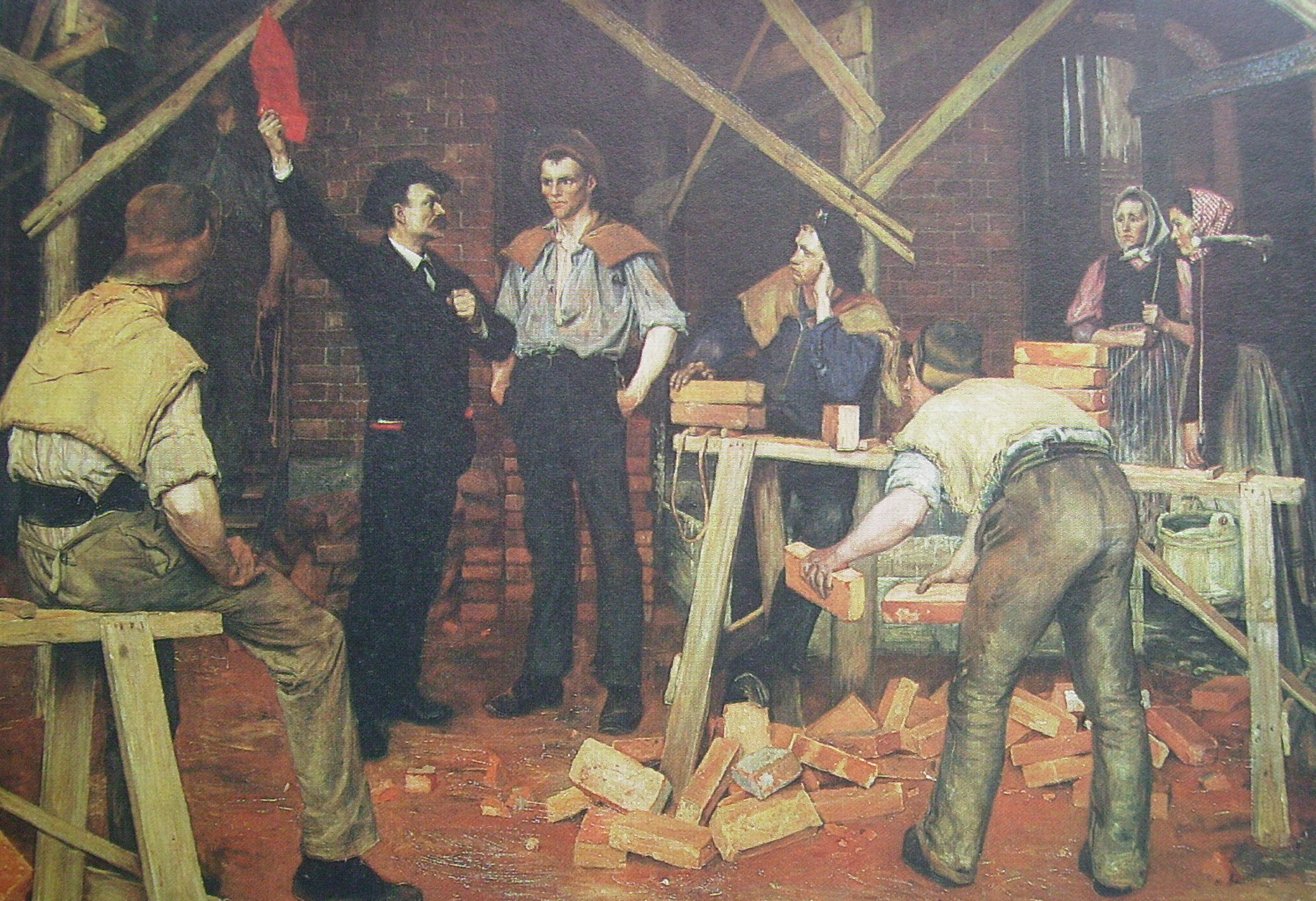
Hildur Hults målning Agitation (1899).